# Středolabská tabule
Středolabská tabule je český geomorfologický celek nacházející se v jižní části oblasti Středočeská tabule. Zaujímá části krajů Středočeského, Ústeckého, Pardubického, Královéhradeckého, Vysočiny a Prahy.

## Poloha a sídla
Území celku se rozkládá zhruba mezi městy Mělník a Kralupy nad Vltavou na severozápadě, Lysá nad Labem na severu, Kopidlno na severovýchodě, Chlumec nad Cidlinou na východě, Kutná Hora a Golčův Jeníkov na jihovýchodě, Kostelec nad Černými lesy na jihu a Praha na jihozápadě. Zcela uvnitř se z větších měst nacházejí Neratovice, Brandýs nad Labem-Stará Boleslav, Čelákovice, Český Brod, Nymburk, Poděbrady, Kolín, Čáslav a Milovice.

## Charakter území
Území má ráz ploché pahorkatiny, tvořené horninami svrchní křídy a místy jejich odkrytého krystalinického, proterozoického a permského podloží. Představuje erozně až strukturně denudační a akumulační reliéf plošinného, kotlinného a ploše pahorkatinného rázu se zarovnanými povrchy, suky, říčními terasami, údolními nivami
a tvary na spraších a vátých píscích. Šíří se v širokém pruhu při středním toku Labe, dolním toku Vltavy a při dalších labských přítocích (např. Výrovka, Doubrava, Mrlina, Cidlina).

## Geomorfologické členění
Celek Středolabská tabule (dle značení Jaromíra Demka VIB-3) se geomorfologicky člení na pět podcelků: Nymburská kotlina (VIB-3A) v centru a na východě, Čáslavská kotlina (VIB-3B) na jihovýchodě, Mělnická kotlina (VIB-3C) na severozápadě, Mrlinská tabule (VIB-3D) na severovýchodě a Českobrodská tabule (VIB-3E) na jihu a západě. Tabule sousedí s celky Dolnooharská tabule na severozápadě, Jizerská tabule a Jičínská pahorkatina na severu, Východolabská tabule na východě, Železné hory a Hornosázavská pahorkatina na jihovýchodě, Benešovská pahorkatina na jihu a Pražská plošina na jihozápadě.
Kompletní geomorfologické členění celé Středolabské tabule uvádí následující tabulka:
| Geomorfologické členění Středolabské tabule                            | Geomorfologické členění Středolabské tabule | Geomorfologické členění Středolabské tabule |
| ---------------------------------------------------------------------- | ------------------------------------------- | ------------------------------------------- |
| ČESKÁ VYSOČINA • Česká tabule • Středočeská tabule                     |                                             |                                             |
| NYMBURSKÁ KOTLINA                                                      | Sadská rovina                               |                                             |
| NYMBURSKÁ KOTLINA                                                      | Milovická tabule                            |                                             |
| NYMBURSKÁ KOTLINA                                                      | Poděbradská rovina                          |                                             |
| NYMBURSKÁ KOTLINA                                                      | Ovčárská pahorkatina                        | Oškobrh (287 m)                             |
| NYMBURSKÁ KOTLINA                                                      | Středolabská niva                           |                                             |
| ČÁSLAVSKÁ KOTLINA                                                      | Žehušická kotlina                           |                                             |
| ČÁSLAVSKÁ KOTLINA                                                      | Ronovská tabule                             | U Písku (341 m)                             |
| ČÁSLAVSKÁ KOTLINA                                                      | Labsko-klejnárská niva                      |                                             |
| MĚLNICKÁ KOTLINA                                                       | Lužecká rovina                              |                                             |
| MĚLNICKÁ KOTLINA                                                       | Staroboleslavská rovina                     |                                             |
| MĚLNICKÁ KOTLINA                                                       | Všetatská pahorkatina                       |                                             |
| MĚLNICKÁ KOTLINA                                                       | Labsko-vltavská niva                        |                                             |
| MĚLNICKÁ KOTLINA                                                       | Vojkovická rovina                           | Dřínov (247 m)                              |
| MĚLNICKÁ KOTLINA                                                       | Kostelecká rovina                           |                                             |
| MĚLNICKÁ KOTLINA                                                       | Čelákovická pahorkatina                     |                                             |
| MRLINSKÁ TABULE                                                        | Královéměstecká tabule                      |                                             |
| MRLINSKÁ TABULE                                                        | Rožďalovická tabule                         | Ostrá hůrka (278 m)                         |
| ČESKOBRODSKÁ TABULE                                                    | Kojetická pahorkatina                       |                                             |
| ČESKOBRODSKÁ TABULE                                                    | Čakovická tabule                            |                                             |
| ČESKOBRODSKÁ TABULE                                                    | Bylanská pahorkatina                        |                                             |
| ČESKOBRODSKÁ TABULE                                                    | Kouřimská tabule                            | Dílce (366 m)                               |
| ČESKOBRODSKÁ TABULE                                                    | Kolínská tabule                             |                                             |
| PROVINCIE • Subprovincie • Oblast / Celek / PODCELEK • Okrsek • Vrchol |                                             |                                             |

## Významné vrcholy
- Dílce (366 m), Českobrodská tabule
- U Písku (341 m), Čáslavská kotlina
- Vinný vrch (311 m), Českobrodská tabule
- Bambousek (306 m), Čáslavská kotlina
- Oškobrh (287 m), Nymburská kotlina
- Ostrá hůrka (278 m), Mrlinská tabule
- Báň (272 m), Mrlinská tabule
- Chotuc (255 m), Mrlinská tabule
- Dřínov (247 m), Mělnická kotlina
- Přerovská hůra (237 m), Nymburská kotlina
- Cecemín (238 m), Mělnická kotlina
- Břístevská hůra (233 m), Českobrodská tabule
- Semická hůra (231 m), Nymburská kotlina

Nejvyšším bodem celku je vrstevnice (400 m) v Českobrodské tabuli, při hranici s Benešovskou pahorkatinou.

## Fotogalerie

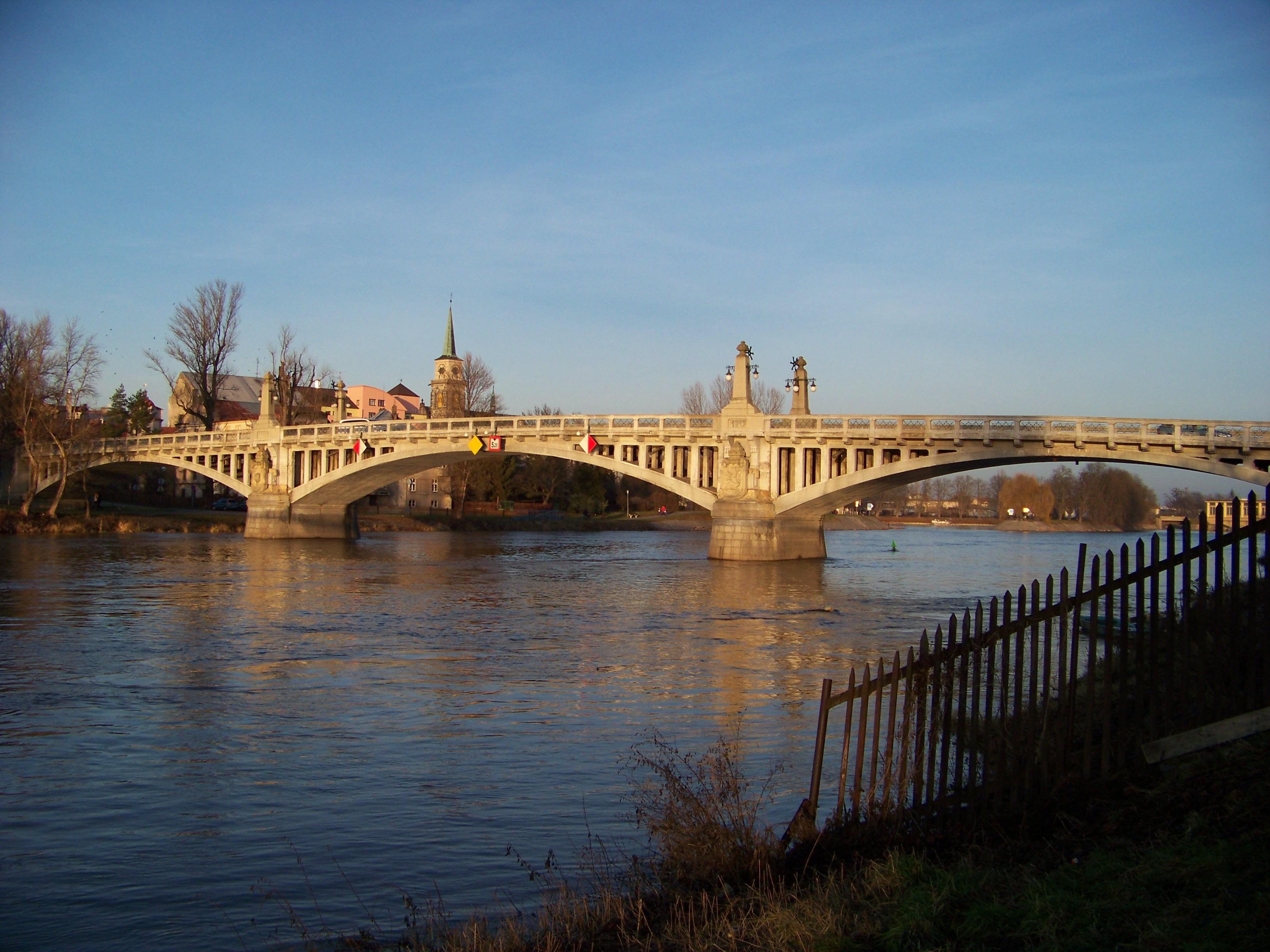
Most přes Labe v Nymburku
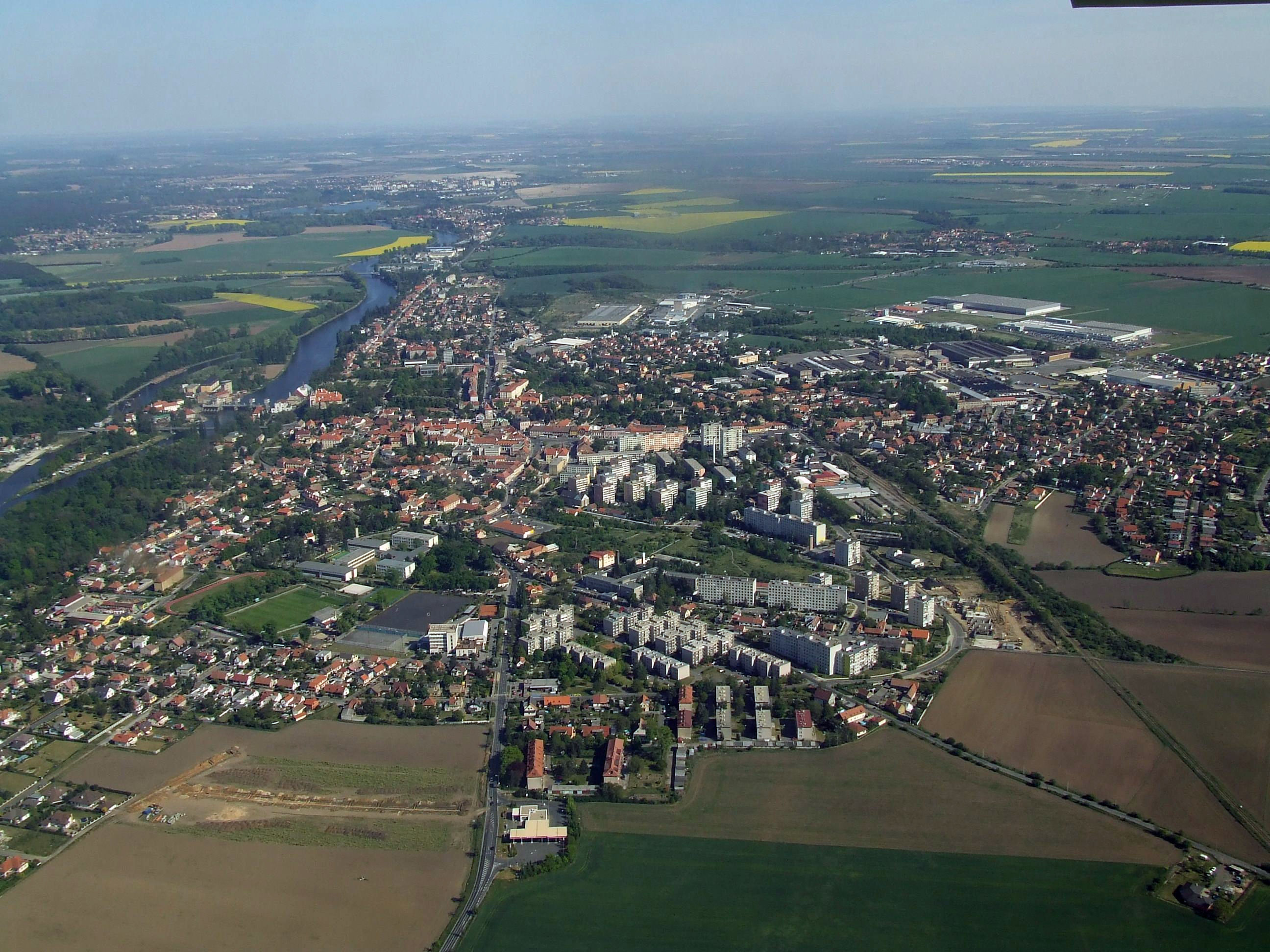
Mělnická kotlina kolem Brandýsa
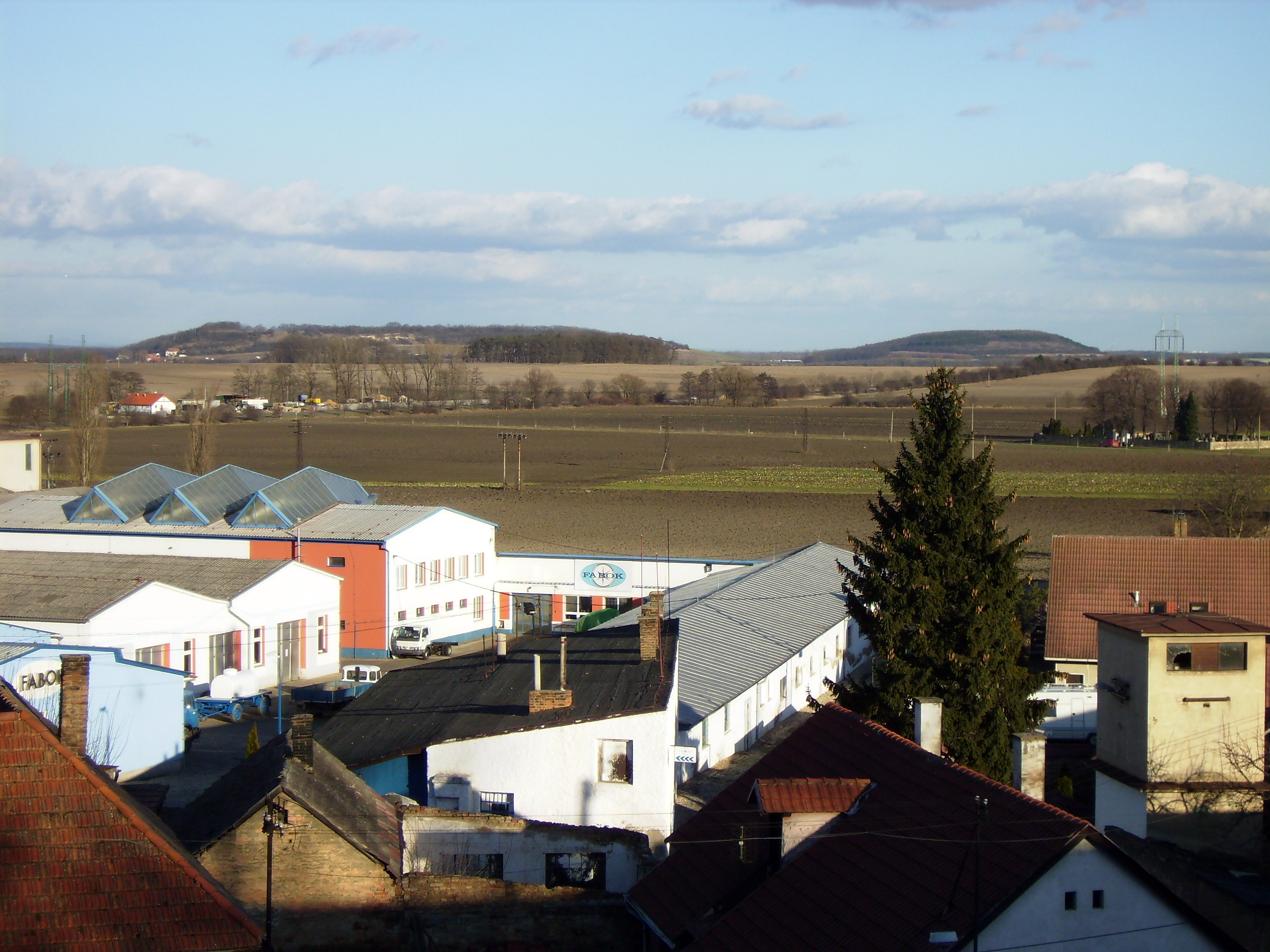
Přerovská a Semická hůra
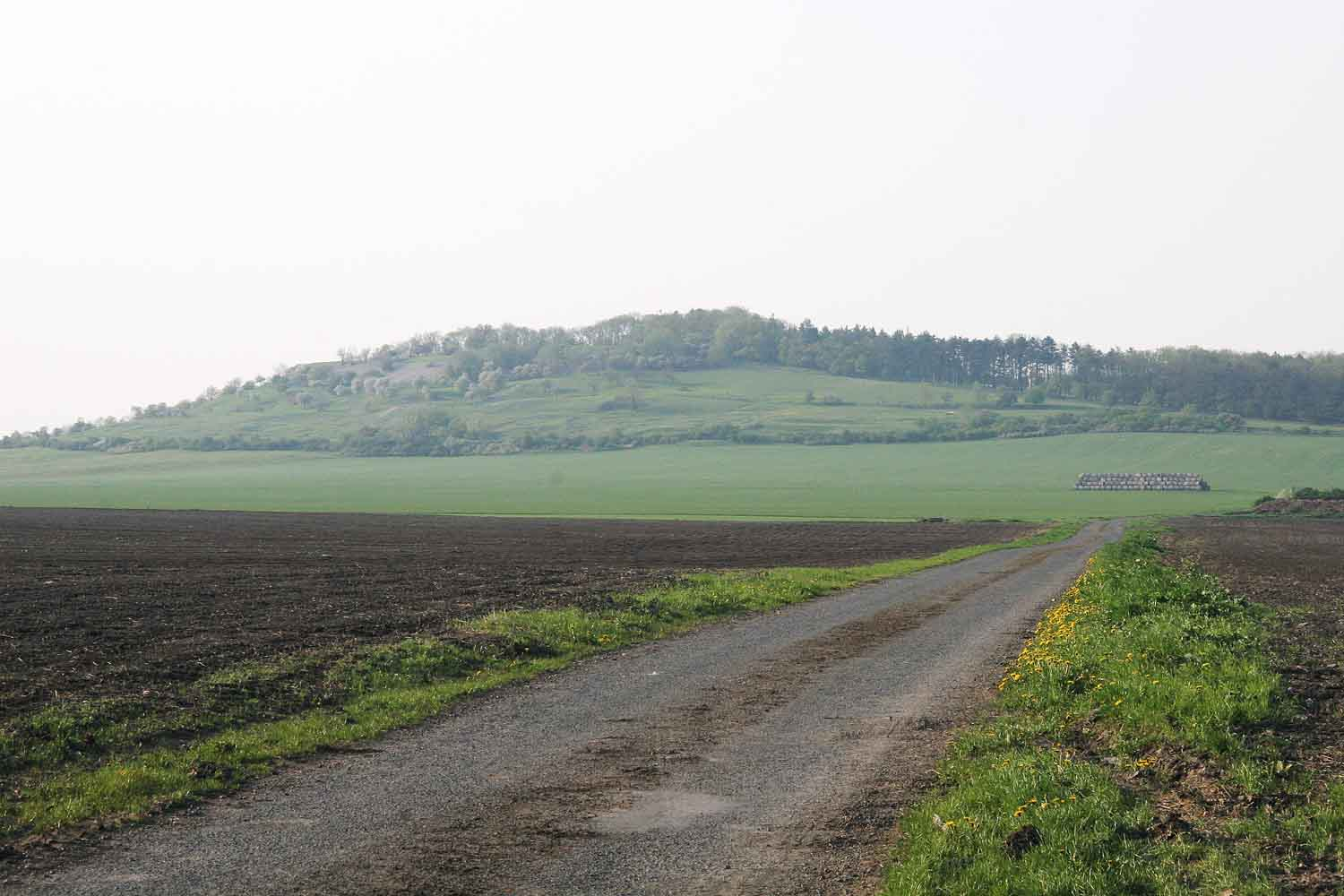
Oškobrh od Opolan
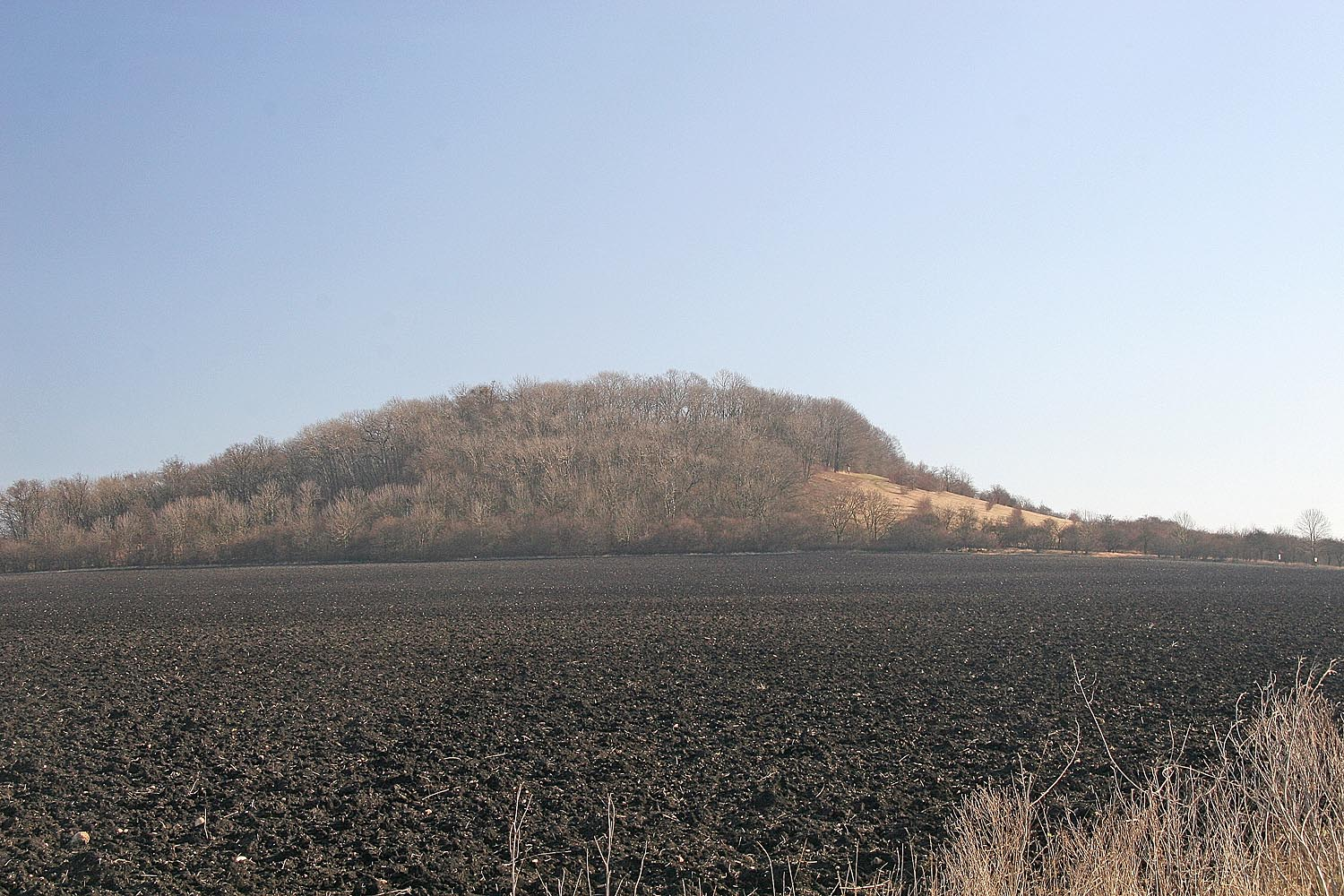
Vrch Chotuc
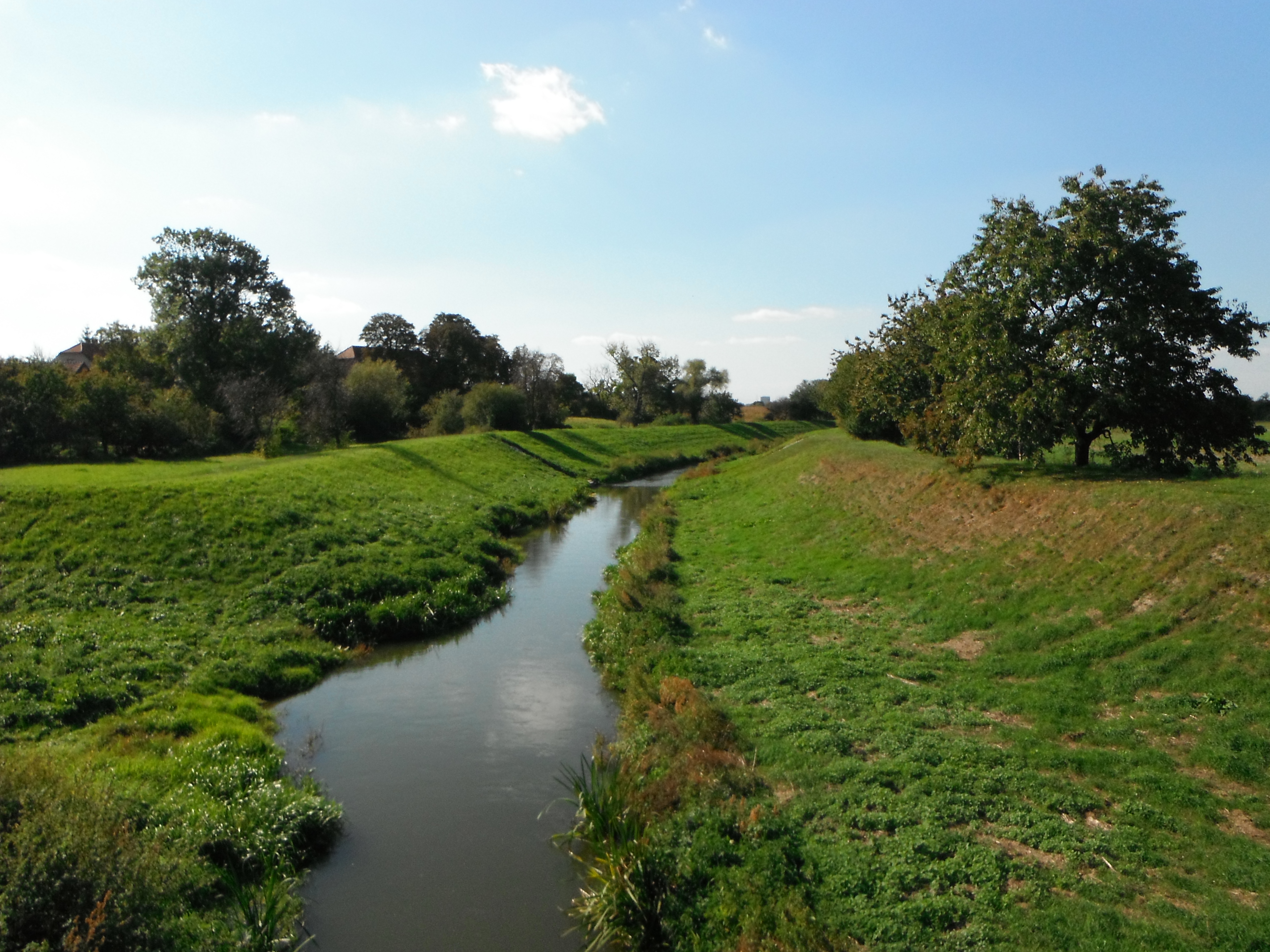
Mrlina u Budiměřic